# WikiWikiWeb
O WikiWikiWeb é o primeiro wiki, ou site editável pelo usuário. Ele foi lançado em 25 de março de 1995 por seu inventor, o programador Ward Cunningham, para acompanhar o site do Portland Pattern Repository, discutindo padrões de design de software. O nome do WikiWikiWeb originalmente também se aplicava ao software wiki que operava o site, escrito na linguagem de programação Perl e posteriormente renomeado para "WikiBase". O site é frequentemente referido por seus usuários como simplesmente "Wiki", e uma convenção estabelecida entre os usuários da rede inicial de sites wiki que se seguiu foi a de que o uso da palavra com um Wiki em maiúsculo se referia exclusivamente ao site original.

## História

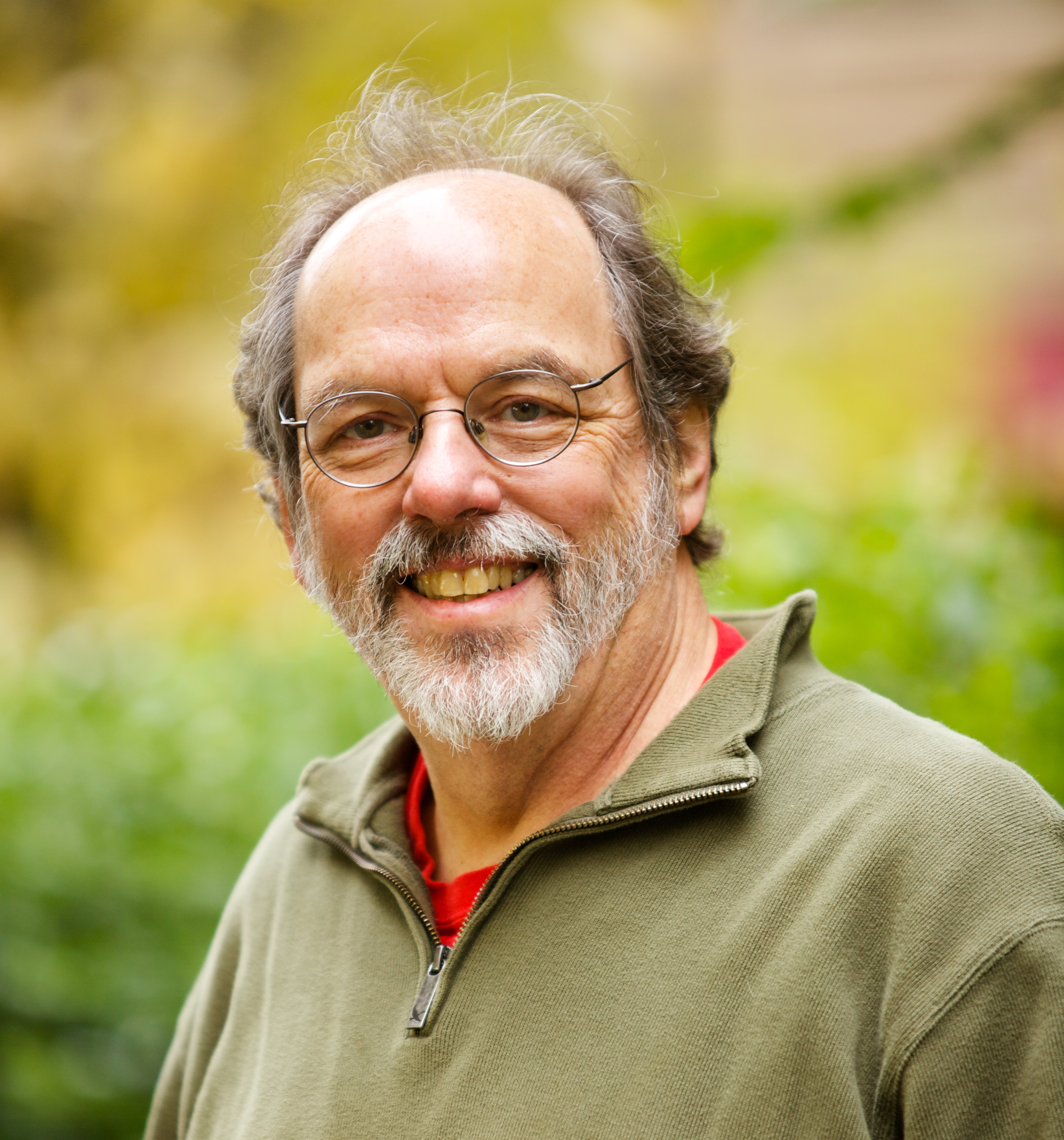
Ward Cunningham em 2011

Foi desenvolvido em 1994 por Ward Cunningham, a fim de fazer a troca de ideias entre os programadores mais fáceis e foi baseado nas ideias desenvolvidas em HyperCard stacks (stacks - local destinado ao armazenamento de informação pelo programa atual no DOS) que ele construiu na década de 1980. Ele instalou o WikiWikiWeb em sua empresa (Cunningham & Cunningham) website, c2.com, em 25 de março de 1995. Cunningham, denominou WikiWikiWeb, porque ele lembrou de um empregado de balcão no Aeroporto Internacional de Honolulu, que disse-lhe para ir num Wiki Wiki Shuttle do aeroporto, uma linha de autocarro que circula entre os terminais do aeroporto. "Wiki Wiki" é uma reduplicação do "wiki", uma palavra da língua havaiana, que quer dizer, rápido. Ideia de Cunningham, foi de tornar as páginas mais rapidamente editáveis por seus usuários no WikiWikiWeb, de modo que, inicialmente, pensou em chamá-lo de "QuickWeb", mas depois mudou de ideia e apelidou de "WikiWikiWeb." A página do WikiWikiWeb WelcomeVisitors contém a seguinte descrição:
O foco principal do nosso site são ProjectosePadrões em DesenvolvimentodeSoftware. No entanto, é muito mais que apenas uma InformalHistóriadeIdeiasdeProgramação. Tem uma cultura e uma SurpreendenteIdentidade própria. Em particular, todo o conteúdo da Wiki é um trabalhoprogressivo e este sempre será um fórum onde as pessoas poderão compartilhar ideias novas. Mudanças WardsWiki, como as pessoas vêm e vão. Muitas das informações que permanecem são subjetivas ou datado. Se você está procurando um local de referência dedicado, experimente a WikiPedia.
Algumas palavras são escritas em CamelCase porque esta é a marcação usada para criar ligações interpáginas por software WikiWikiWeb, WikiBase. Mais tarde, esses wiki motores iriam estar presentes em outros sites, como a Wikipedia, que caiu nesta convenção.

## WikiWikiWeb e sites "irmãs" designados
| Site             | Página    | Fundador                   |
| ---------------- | --------- | -------------------------- |
| WikiWikiWeb      | 34084     | Ward Cunningham            |
| WhyClublet       | 4777      | Richard Drake              |
| MeatBallWiki     | 4885      | Clifford Adams, Sunir Shah |
| GreenCheese      | (extinto) | Peter Merel                |
| TheReformSociety | (extinto) | Peter Merel                |
| The Adjunct      | 719       | Earle Martin               |
| WikiBase         | 359       | Ward Cunningham            |
| FitWiki          | 225       | Ward Cunningham            |
| WikiHow          | WikiHow   | Jack Herrick               |

## WikiWikiWeb como um precursor para outras comunidades online
A WikiWikiWeb desempenhou um importante papel histórico na World Wide Web e da internet por causa de sua influência em outras comunidades online. Seu foco na programação especializada, fez o seu conteúdo relativamente ininteligível para pessoas de fora da esfera de programação; no entanto, os editores (os chamados wiki-cidadãos, ou wikizens), visitantes e leitores do WikiWikiWeb, tomaram a ideia básica de fazer páginas de usuário-modificável e criaram seus próprios softwares wiki (programas que correm nas wikis) e wikis fora do WikiWikiWeb.
A Wiki comunidades, pertencera a WikiWikiWeb, implementando seus motores de wiki para criar wikis focada em conteúdo que não seja a programação. A versatilidade de wikis e suas múltiplas aplicações, é o que posteriormente fez popular em comunidades da internet.
Um exemplo notável do legado da WikiWikiWeb, é a Wikipédia. Um usuário da WikiWikiWeb, o programador Ben Kovitz, de San Diego, Califórnia, introduziu a WikiWikiWeb de Larry Sanger, na empresa Bomis de internet, na noite de 2 de janeiro de 2001. Na época, Bomis estava a trabalhar no modelo da enciclopédia Nupedia, mas o projecto fracassou, então Sanger sugeriu executar uma enciclopédia aberta, em UseModWiki, uma clone indireta do motor WikiWikiWeb. Sanger apresentou a ideia de Jimmy Wales, então chefe da Bomis, e ele concordou. O UseModWiki baseado na enciclopédia, eventualmente, veio a ser conhecido como "Wikipédia".
Outros sites populares, desde então, vieram a seguir o método wiki, como a Amazon.com, que em 2007 lançou o seu próprio Amapedia após dois anos de pesquisas na tecnologia wiki, para revisões de clientes para os itens.